# 圣希多尼乌斯·阿波利纳里斯
聖希多尼烏斯·阿波利納里斯（英語：Sidonius Apollinaris），（430年—490年）。古羅馬末期的詩人，外交家，主教。出生於今法國里昂，早年顯貴，後進入仕途。西哥特人入侵時，他曾被囚禁，後被釋放。他的作品反映了古羅馬崩潰前夜與中世纪初期的西歐狀況，具有重要的研究價值。
聖希多尼烏斯·阿波利納里斯出生於高盧-羅馬貴族家庭，他是皇帝阿維圖斯的女婿，並於468年被皇帝安提米烏斯任命為羅馬的城市行政官。在469年，他被任命為克萊蒙特的主教，並在473年至475年間領導城市抵禦西哥特王尤里克的攻擊。在城市被征服後，他仍然保留主教的職位，直到480年代去世。他在天主教會、東正教會和真正東正教會中被尊為聖人，慶祝他的節日是在8月21日。根據埃里克·戈德堡的說法，聖希多尼烏斯是「5世紀高盧最為重要的存世作家」。他是5至6世紀四位高盧-羅馬貴族之一，其存留信件有顯著數量；其他三位分別是利摩日的主教魯里基烏斯（507年去世）、維恩的主教阿爾基穆斯·埃克迪修斯·阿維圖斯（518年去世）和阿爾勒的馬格努斯·費利克斯·恩諾迪烏斯（534年去世）。他們都與高盧-羅馬貴族網絡緊密地連結，這網絡是當時天主教高盧主教的來源。他的寫作特徵是極其密集的古典和聖經典故編著，這特徵主要沿於他作為羅馬貴族的本質。
聖希多尼烏斯·阿波利納里斯的信件主要收錄在他的《信件集》（Epistulae）中。這些信件不僅是個人通信，還反映了當時的社會、政治和文化背景。聖希多尼烏斯的信件以其精緻的拉丁文風格著稱，展現了他的文學才能和對古典文學的深厚造詣。這些信件為研究5世紀的高盧社會提供了寶貴的第一手資料，特別是在古羅馬與日耳曼部落之間的互動方面。聖希多尼烏斯的信件對後來的文學和歷史學有重要影響，尤其是在探討古典與中世紀文化交接的過程中。

## 生平
聖希多尼烏斯出生于盧格杜努姆（即現今里昂）。他的父親，名字不詳，是瓦倫丁尼安三世統治下的高盧總督（聖希多尼烏斯自豪地回憶起他與父親一起出席阿斯提留斯在449年擔任執政官的儀式）。聖希多尼烏斯的祖父阿波利納裡斯，自408年5月或更早起擔任高盧的禁衛軍長官，直到409年被他的朋友德基穆斯·魯斯提庫斯接替。聖希多尼烏斯亦可能是另一位在337年至340年君士坦丁二世 (羅馬帝國)統治期間擔任高盧總督的阿波利納裡斯的後裔。
聖希多尼烏斯於約452年與皇帝阿維圖斯的女兒帕皮安娜結婚。聖希多尼烏斯在他的信中提到過這段婚姻，生下一個兒子阿波利納裡斯，以及至少兩個女兒塞維裡娜和羅西亞。女兒阿爾基瑪在很久之後被都爾的額我略提到，特奧多爾·蒙森推測阿爾基瑪可能是他女兒的另一個名字。作為帕皮安娜的嫁妝，聖希多尼烏斯獲得了位於艾達湖上的一座夏季別墅，名為阿維塔庫姆。他在信中詳細描述了這座別墅，稱其為L形別墅，設有三個浴室，位於俯瞰湖泊的山丘上，但這個描述在很大程度上借鑒了小普林尼對他自己別墅的描繪，並經過精心設計以展示他的文化身份。

### 高盧-羅馬貴族
聖希多尼烏斯的信件顯示他是高盧一個廣泛的羅馬貴族網絡內的成員。他的書信來往主要集中在他自己所在的奧弗涅地區，他的主要交流對象位於克萊蒙（和他一樣）以及省會里昂。其他重要的聯絡人包括納博訥和波爾多的貴族，但他的某些信件甚至寄往拉文納、羅馬和西班牙 (羅馬行省)。值得注意的熟人包括里耶的主教福斯圖斯和他的神學對手克勞迪安努斯·馬梅爾圖斯。他在世時因其文學成就而受到認可；在456年，他的青銅肖像被添加到圖拉真廣場的作家畫廊中，成為最後一座在那裡豎立的雕像。
聖希多尼烏斯在455或456年曾在西哥德王狄奧多里克二世的宮廷中度過一段時間，並寫了一封信給他的姐夫阿格里科拉，講述這段經歷。這封信被放在聖希多尼烏斯的信件選集的第一位，讚美狄奧多里克二世是一位理想的國王。
聖希多尼烏斯的岳父阿維圖斯在455年成為皇帝，聖希多尼烏斯為他寫了一篇頌詞。在457年，馬約里安奪取了阿維圖斯的帝位並控制了里昂；聖希多尼烏斯落入了他的手中。然而，聖希多尼烏斯的學識聲譽使馬約里安對他非常尊重。作為回報，聖希多尼烏斯為他創作了一篇頌詞（就像他之前為阿維圖斯所做的那樣），這使他在羅馬獲得了一座雕像和「隨從官」的稱號。在468年，皇帝安特米烏斯任命他為羅馬的城市行政官，這一職位他一直擔任到469年。聖希多尼烏斯將此視為對他文學才能的獎勵，特別是他為安特米烏斯所寫的頌詞，但這一任命也可能是安特米烏斯努力贏得高盧羅馬貴族支持的一部分。隨後，安特米烏斯使他成為貴族 (古羅馬)和羅馬長老院成員。

### 主教
在469年，聖希多尼烏斯被選為接替他的妻子的親戚埃帕爾基烏斯，成為克萊蒙總教區的主教。他在自己的著作中對此提及不多，似乎並不渴望這個角色。他寫信給前護衛長托南提烏斯·費雷奧盧斯，鼓勵他將自己在“在瓦倫提尼安三世的長官”中的世俗生活，換成在“在基督的完美之人”中的宗教生活。圖爾的葛列格里談到聖希多尼烏斯時，稱他為一個可以憑記憶（沒有聖禮書）帶領彌撒的人，並且是一個能夠毫不猶豫地發表即興演講的人。他讚美那些支持教會的貴族、禁欲者和神學著作的作者，包括那些融入異教哲學的人。成為主教後，他公開宣稱將放棄與宗教生活不相容的異教詩歌，但他仍然繼續私下寫作和交流詩歌。
在473年至475年的三年間，聖希多尼烏斯和他的姐夫埃克迪庫斯領導了克萊蒙特的防禦工作，該城每年都受到西哥特人在國王尤里克的統治下的攻擊。他將這場衝突比作第二次布匿戰爭期間古迦太基對卡普阿的佔領，將尤里克比作漢尼拔，而他自己則比作德基烏斯·馬吉烏斯，忠誠地代表羅馬捍衛這座城市。當這座城市最終被征服時，他被監禁並流放到利維安娜，但尤里克允許他在476年或477年返回並恢復他的主教職務，這一切是在國王顧問利奧的干預下進行的。此後，聖希多尼烏斯與尤里克的宮廷保持聯繫。尤里克偏愛阿里烏教派而非天主教會，而聖希多尼烏斯則與高盧及其他地區的天主教神職人員保持聯繫，以支援他們在法律爭端中的鬥爭和提供意見。
聖希多尼烏斯接受與尤里克宮廷的某種程度的合作，以維持高盧羅馬貴族的團結，但他對哥特人持敵對態度，寫信給一位參議員說：“你們避開野蠻人，因為他們聲名狼藉；我則即使在他們聲名顯赫時也會避開他們。”他嘲笑尤里克宮廷的文學自負，該宮廷被稱為雅典學派，並將西哥特的征服視為社會秩序的逆轉，導致無知者掌權於有知識者之上。他與一位奪取了他岳母大部分土地的哥特貴族發生了法律爭執，那名哥特貴族亦與塞羅納圖斯發生衝突，塞羅納圖斯作為聖希多尼烏斯的合作者鼓勵他在羅馬別墅中安置軍隊。他對尤里克的敵意體現始於他以一封熱情讚美狄奧多里克二世的信件，該信件大約在477年面世，而尤里克則為了奪取西哥特王位而謀殺了狄奧多里克二世。
聖希多尼烏斯在481年仍然在世，但在490年去世，當時他的繼任主教阿普倫庫魯斯去世。他的去世日期是8月21日或23日。在他去世後，他在阿摩里卡被尊為聖人。

### 後裔
聖希多尼烏斯的家族興衰歷程體現在他幾代的親屬中，從他祖父的顯赫時期到第六世紀在法蘭克人統治下的家族衰落。聖希多尼烏斯的兒子阿波利納裡斯曾是利摩日的魯裡基烏斯的代表，他在507年的沃伊耶戰役中指揮了一支在奧弗涅組建的部隊，當時哥特人被法蘭克人決定性地擊敗。他在去世前還擔任了克萊蒙的主教四個月。聖希多尼烏斯的孫子阿卡迪烏斯聽聞法蘭克國王提烏德里克一世去世的謠言，背叛了克萊蒙給希爾德貝特一世，卻在提烏德里克出現時拋棄了他的妻子和母親；在葛列格里·杜爾的歷史中，他的另一個出現是作為希爾德貝特國王的僕人。

## 擴展閱讀
- A. Molinier, Sources de l'histoire de France, no. 136 (vol. i.).
- Thomas Hodgkin, Italy and her Invaders (second edition, 1892), contain interesting sections on Apollinaris.
- Samuel Dill, Roman Society in the Fifth Century, second edition. London, 1899.
- C.E. Stevens, Sidonius Apollinaris and his Age. Oxford: University Press, 1933.
- K.F. Strohecker. Der senatorische Adel im spätantiken Gallien. Tübingen, 1948.
- Nora Chadwick, Poetry and Letters in Early Christian Gaul London: Bowes and Bowes, 1955.
- Sigrid Mratschek, "Identitätsstiftung aus der Vergangenheit: Zum Diskurs über die trajanische Bildungskultur im Kreis des Sidonius Apollinaris", in Therese Fuhrer (hg), Die christlich-philosophischen Diskurse der Spätantike: Texte, Personen, Institutionen: Akten der Tagung vom 22.-25. Februar 2006 am Zentrum für Antike und Moderne der Albert-Ludwigs-Universität Freiburg (Stuttgart, Franz Steiner Verlag, 2008) (Philosophie der Antike, 28).
- Johannes A. van Waarden and Gavin Kelly (eds), New Approaches to Sidonius Apollinaris, with Indices on Helga Köhler, C. Sollius Apollinaris Sidonius: Briefe Buch I. Leuven, 2013.